# Katwijk (Noord-Brabant)

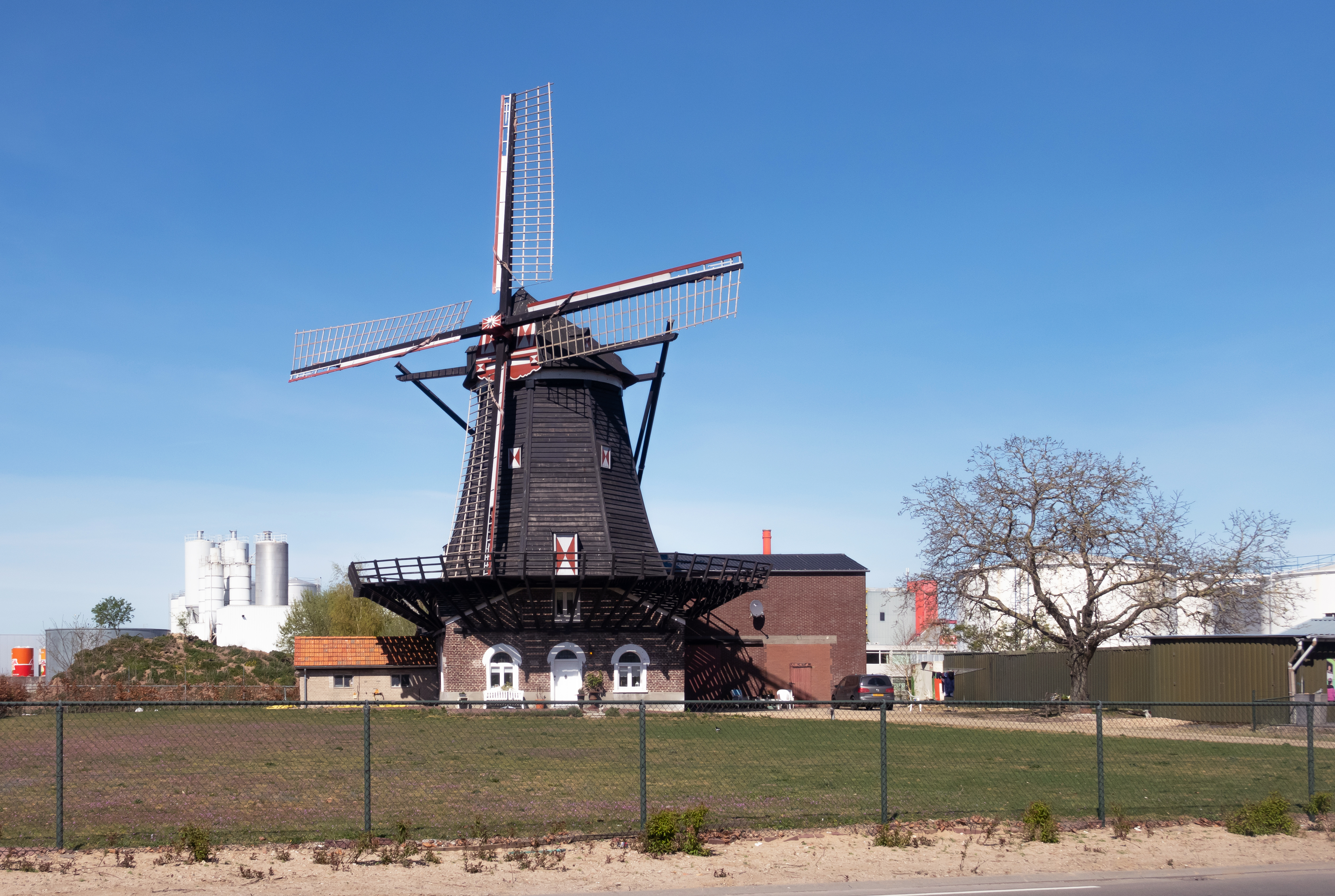
Molen van Linden

Katwijk, ook bekend als Katwijk aan de Maas (dialect: Katwiek), is een Nederlands dorp in de gemeente Land van Cuijk, in het noordoosten van de Nederlandse provincie Noord-Brabant, op de linkeroever van de Maas. Op 1 januari 2023 telde het dorp 490 inwoners, verdeeld over 190 woningen, met een gemiddelde WOZ-waarde van € 430.000, op een oppervlakte van 3,42 km².

## Geschiedenis
Katwijk heeft sinds de Romeinse tijd aan verbindingswegen gelegen.
Er was vanouds een veerpont om de Maas over te steken naar Mook.
In 1882 werd de spoorbrug over de Maas aangelegd, ten behoeve van de spoorverbinding tussen Nijmegen en Venlo. Er was zelfs een klein station. De spoordijk werd meermalen weggeslagen door het Maaswater, en wel in 1920 en 1926.
Tijdens de Duitse invasie van mei 1940 werd in Katwijk fel gevochten. De spoorbrug werd toen opgeblazen.
Bij de gemeentelijke indeling van het jonge Koninkrijk der Nederlanden vormden Groot-Linden en Klein-Linden met Katwijk de voormalige gemeente Linden. Bij de herindeling van 1942 is Groot-Linden bij de toenmalige gemeente Beers gevoegd en Katwijk met Klein-Linden bij de voormalige gemeente Cuijk en Sint Agatha. In 1994 zijn nog andere plaatsen geannexeerd bij deze gemeente, die toen de naam Cuijk kreeg.
In 2020 kwam een fietsbrug tot stand tussen Mook en Katwijk, parallel aan de spoorbrug.

## Bezienswaardigheden
- De Sint-Martinuskerk is een driebeukige neogotische kruiskerk die gebrandschilderde ramen bezit. De eerste steen ervan werd gelegd in 1881.
- De Lourdesgrot is een der oudste van Nederland. Ze werd in 1887 voltooid. Het beeld werd in processie geplaatst op 14 mei 1888 en in 1958 werd het voorzien van een gouden kroon. In de nabijheid hiervan ligt ook een klein processiepark.
- Oorlogsmonument aan de Maasdijk, dat de militairen van de Maassector tussen Katwijk en Oeffelt herdenkt die op 10 mei gesneuveld zijn.
- De Molen van Linden, een achtkante windmolen uit 1896, tussen Katwijk en Linden.

## Natuur en landschap
Katwijk ligt aan de Maas tegenover Mook. Het ligt echter ingesloten tussen de Haven van Cuijk met aangrenzend bedrijventerrein, de Heeswijkse Plas, een zandwinningsplas die nu recreatiegebied is, en de nieuwbouwwijken van Cuijk.

## Verenigingen
- Biljartclubs Krijt op Tijd, Vima en Witte Gei't
- Biljartvereniging seniorenclub café van Kempen
- Voetbalvereniging VV SIOL (Sport Is Ons Leven, opgericht in 1945 in Katwijk aan de Maas, als vereniging voor Katwijk en Linden, thans spelend op Sportpark De Groenendijkse Kampen in Cuijk)
- Watersportvereniging De Kraaijenbergse Plassen

## Nabijgelegen kernen
- Cuijk, Linden, Mook, Molenhoek, Heumen

## Galerij

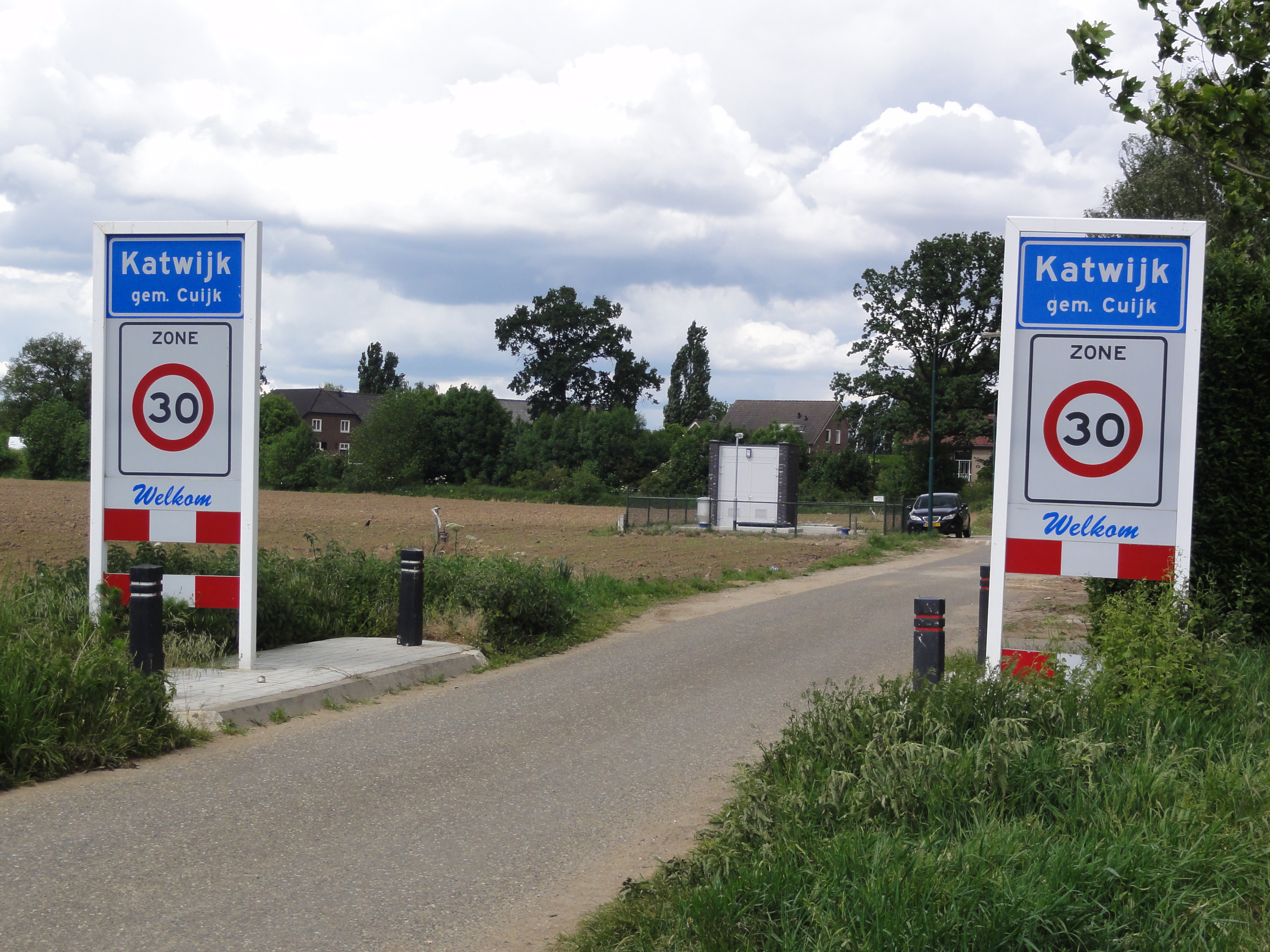
Welkomstbord
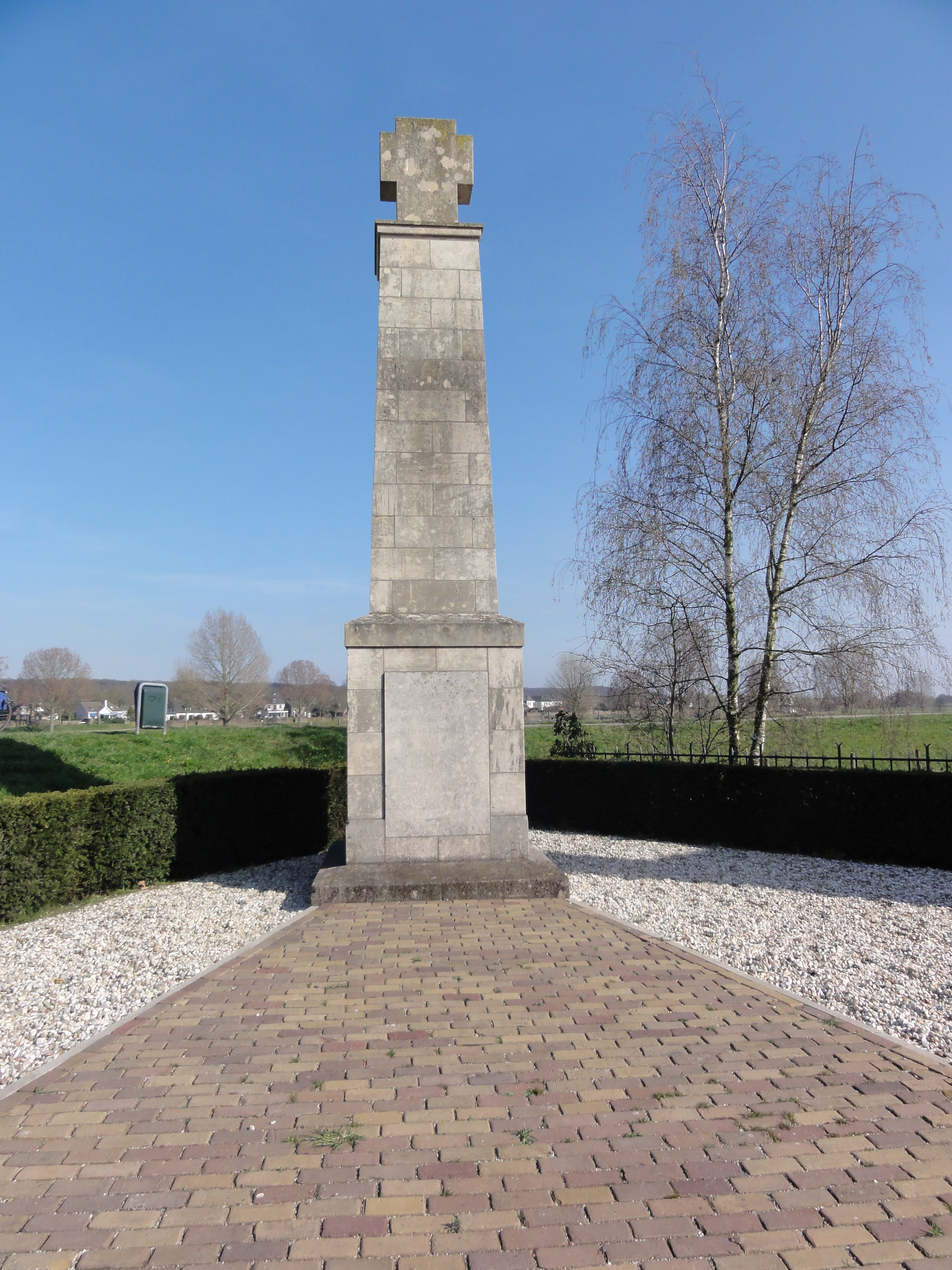
Monument van 10 mei 1940
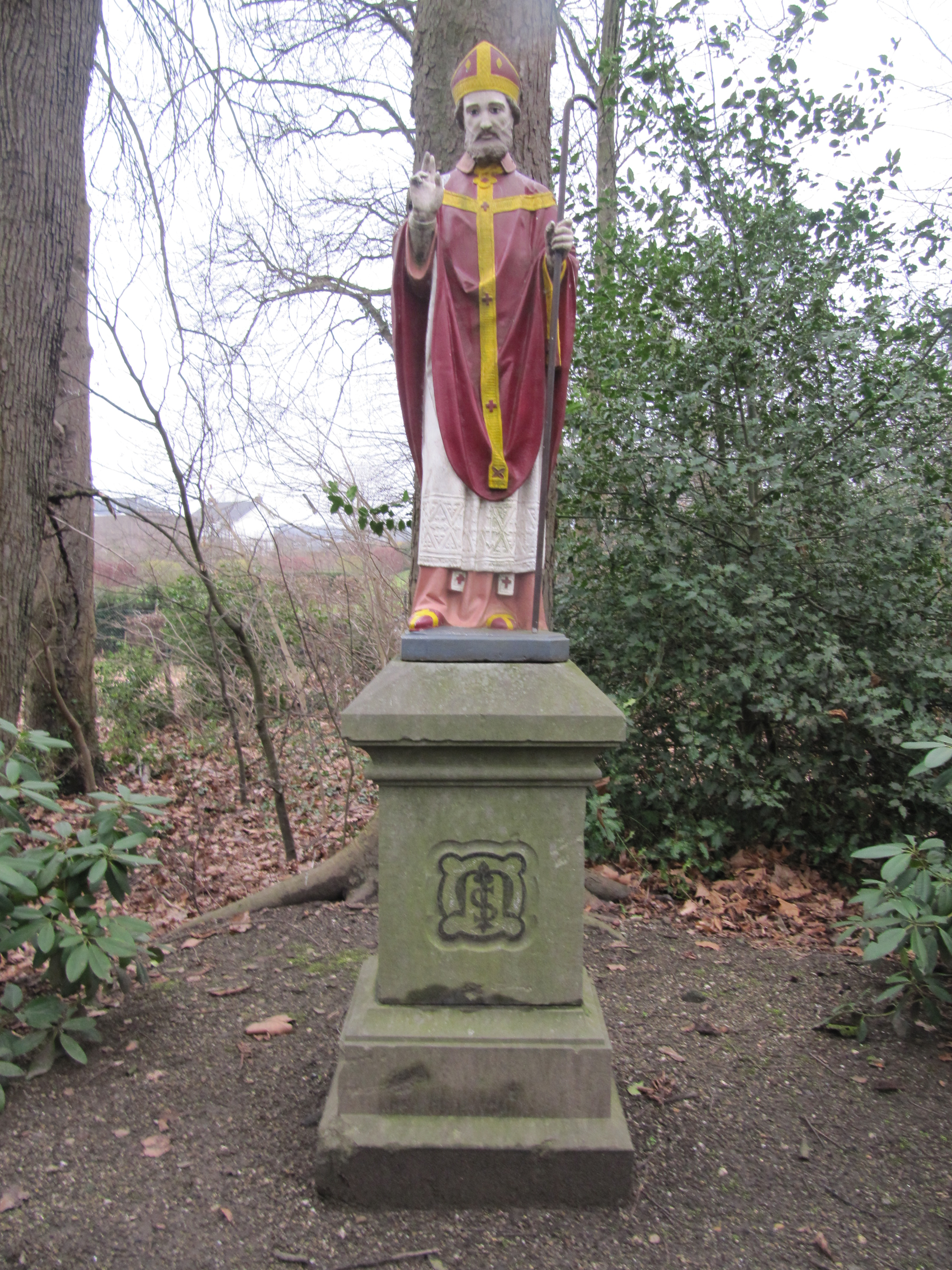
Beeld van Sint Martinus achter de Sint Martinuskerk
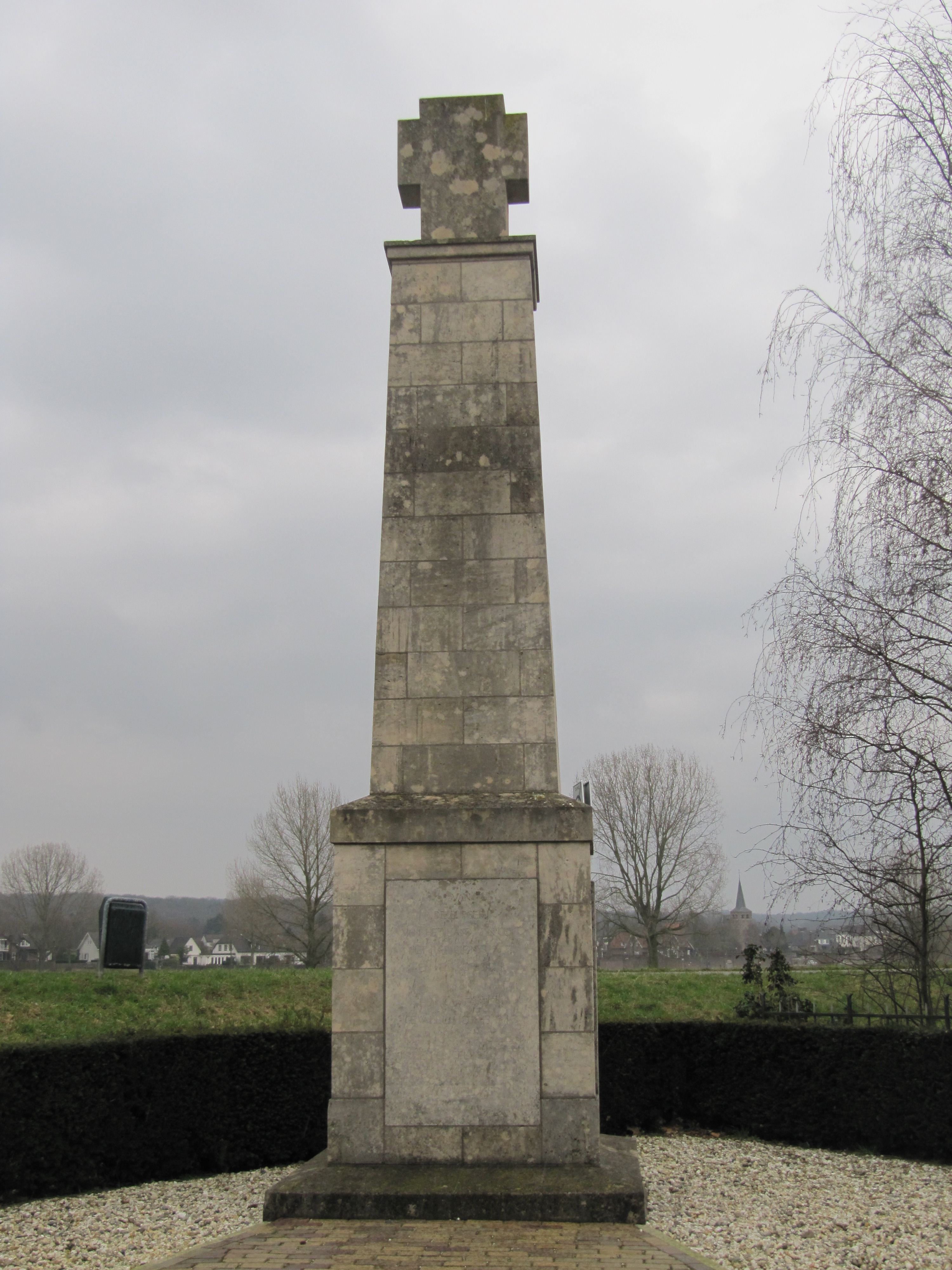
Monument voor Nederlandse Militairen gemaakt door A.M. van Breugel aan de Everdineweerd
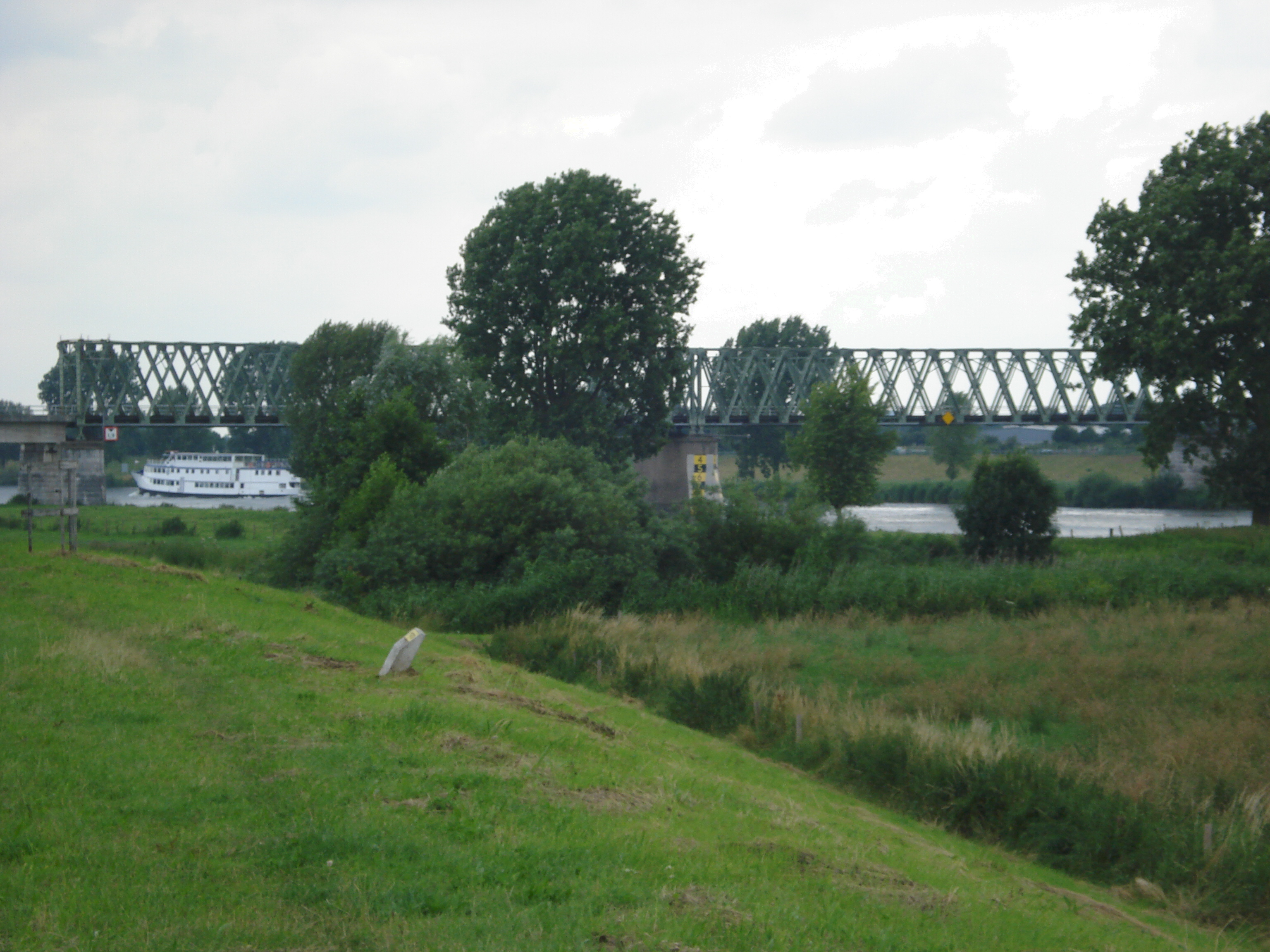
Spoorbrug Katwijk-Mook
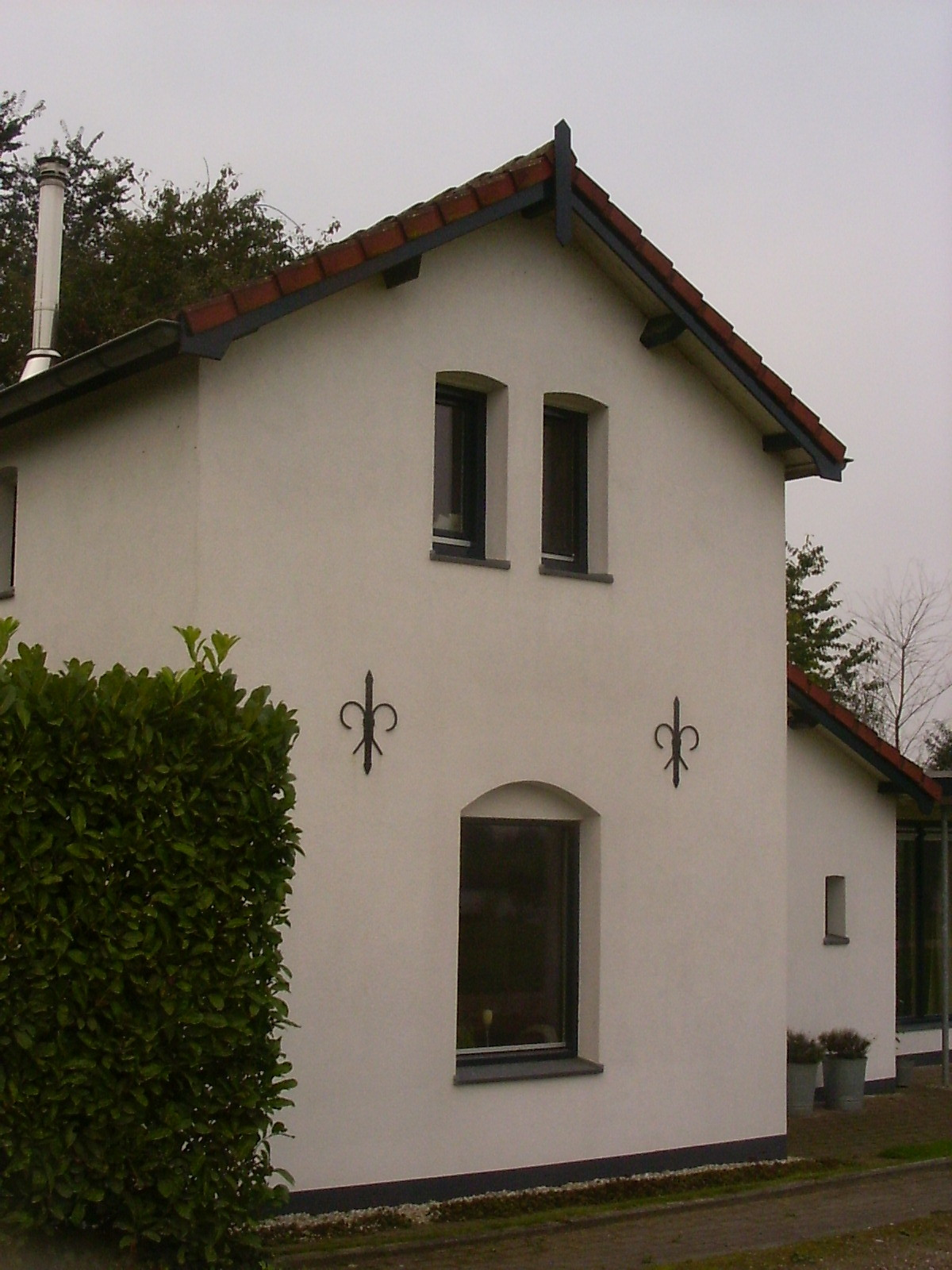
Baanwachtershuisje bij de spoorbrug van Cuijk
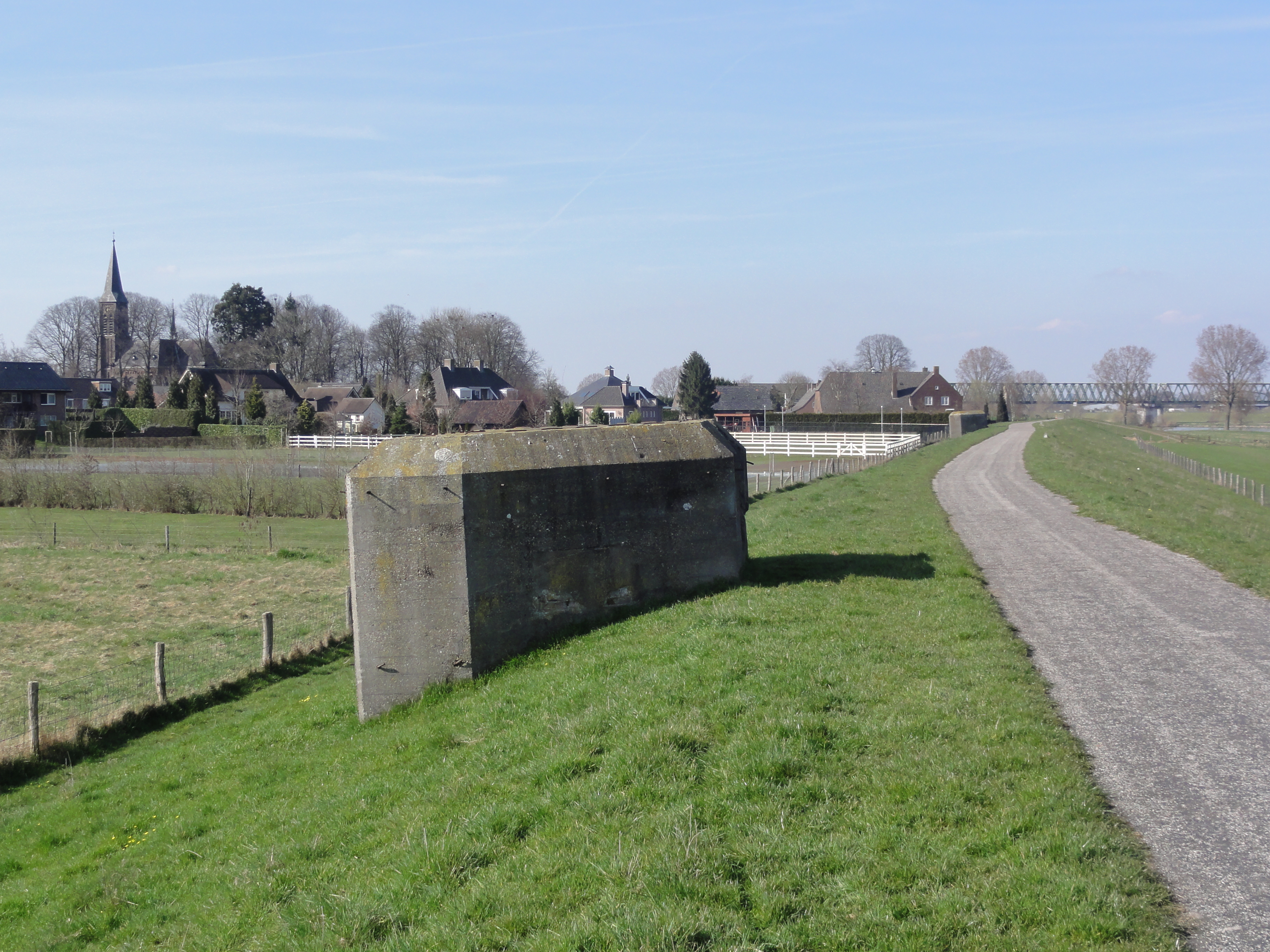
Dozijn kazematten, nr 112 S en 113 S erachter
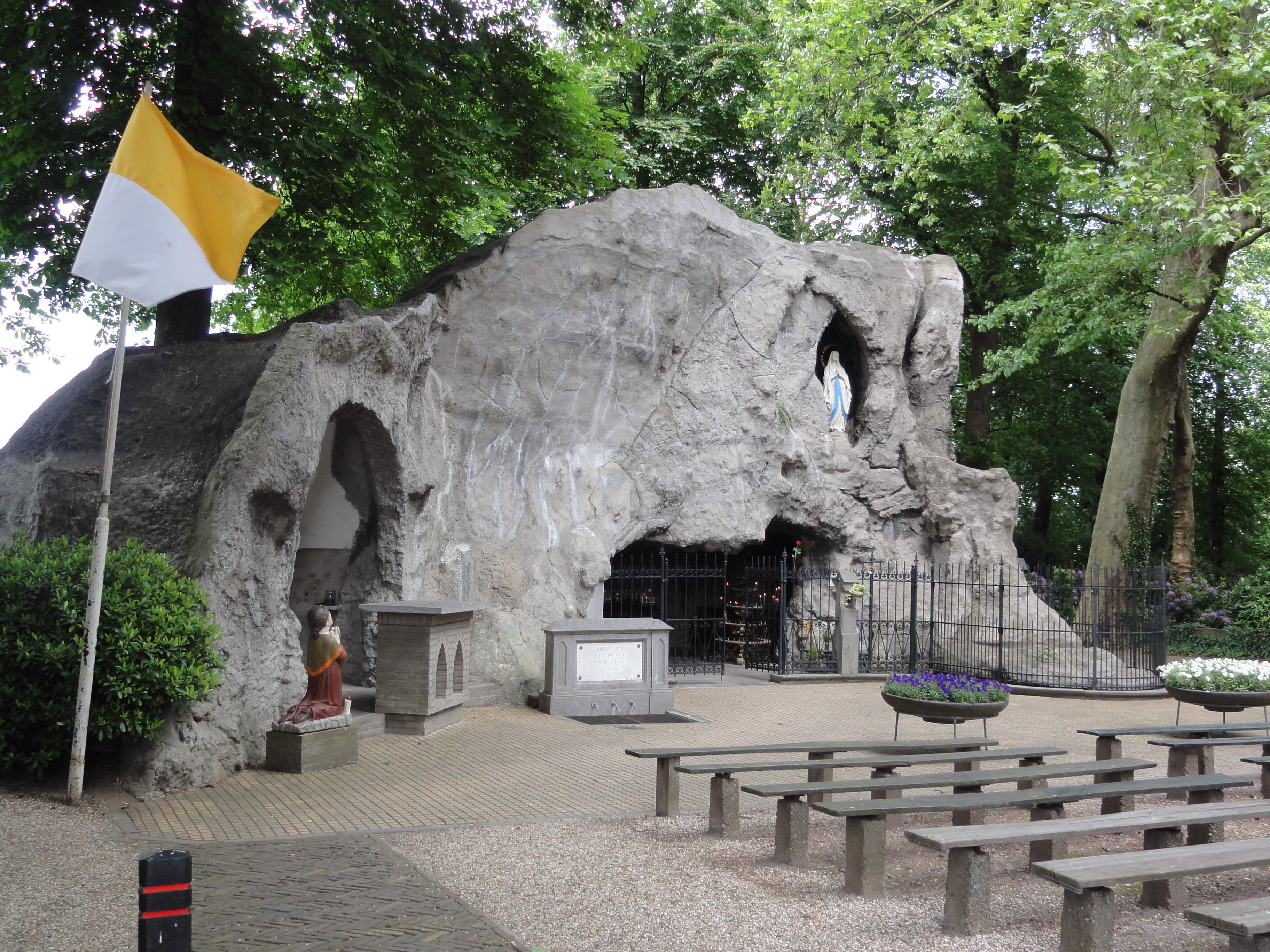
Lourdesgrot